# Villa Binder

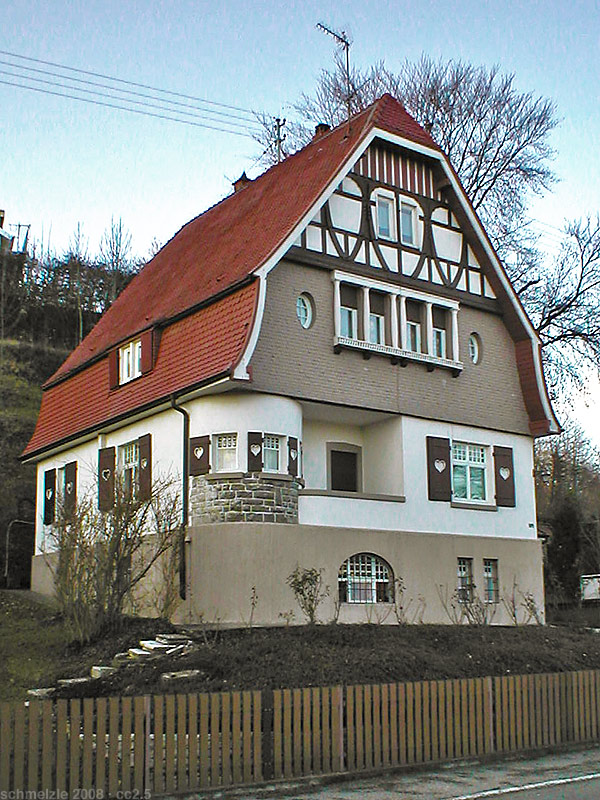
Villa Binder

Die Villa Binder befindet sich an der Böckinger Straße 104 im Heilbronner Stadtteil Neckargartach. Das denkmalgeschützte Gebäude gilt als Kulturdenkmal.

## Beschreibung
Die Villa Binder ist eine giebelständige Villa, die nach Plänen des Heilbronner Architekten Jakob Saame 1908 für den Feuerwehrkommandanten und späteren Heilbronner Ehrenbürger Gustav Binder errichtet wurde.
Das zweigeschossige, giebelständige Gebäude mit unverputztem Sichtfachwerk im vorkragenden Giebel hat ein Mansard- und Krüppelwalmdach.
Die Villa im Heimatstil hat barockisierende Bauformen mit Zierfachwerk. Weiterhin zeigt das Gebäude einen Giebel, der mit Schindeln verkleidet ist, und herzförmige Lichtöffnungen in den hölzernen Fensterläden.

## Geschichte
1950 besaß der Schlosser Ernst Stellrecht die Villa. Im ersten Stock waren zwei Wohnungen vermietet. 1961 gehörte die Villa dem Schneidermeister Ernst Brauch, im ersten Stock wohnte der Wasserschutz-Polizei-Wachtmeister Gerhard Kloppoteck.